# Kozličić
Kozličić (en serbe cyrillique : Козличић) est un village de Serbie situé sur le territoire de la Ville de Valjevo, district de Kolubara. Au recensement de 2011, il comptait 212 habitants.

## Démographie
| 1948 | 1953 | 1961 | 1971 | 1981 | 1991 | 2002 | 2011 |
| ---- | ---- | ---- | ---- | ---- | ---- | ---- | ---- |
| 252  | 268  | 266  | 256  | 229  | 257  | 237  | 212  |

|  |